# 尾叶崖爬藤
尾叶崖爬藤（学名：Tetrastigma caudatum）是葡萄科崖爬藤属的植物，为中国的特有植物。分布在越南及中国大陆的福建、广东、海南、广西等地，生长于海拔200米至700米的地区，多生长在山谷林中及山坡灌丛荫处，目前尚未由人工引种栽培。